# Starheimtind
Starheimtind är en platå i Antarktis. Den ligger i Östantarktis. Norge gör anspråk på området.